# Dürrfeld (Grettstadt)

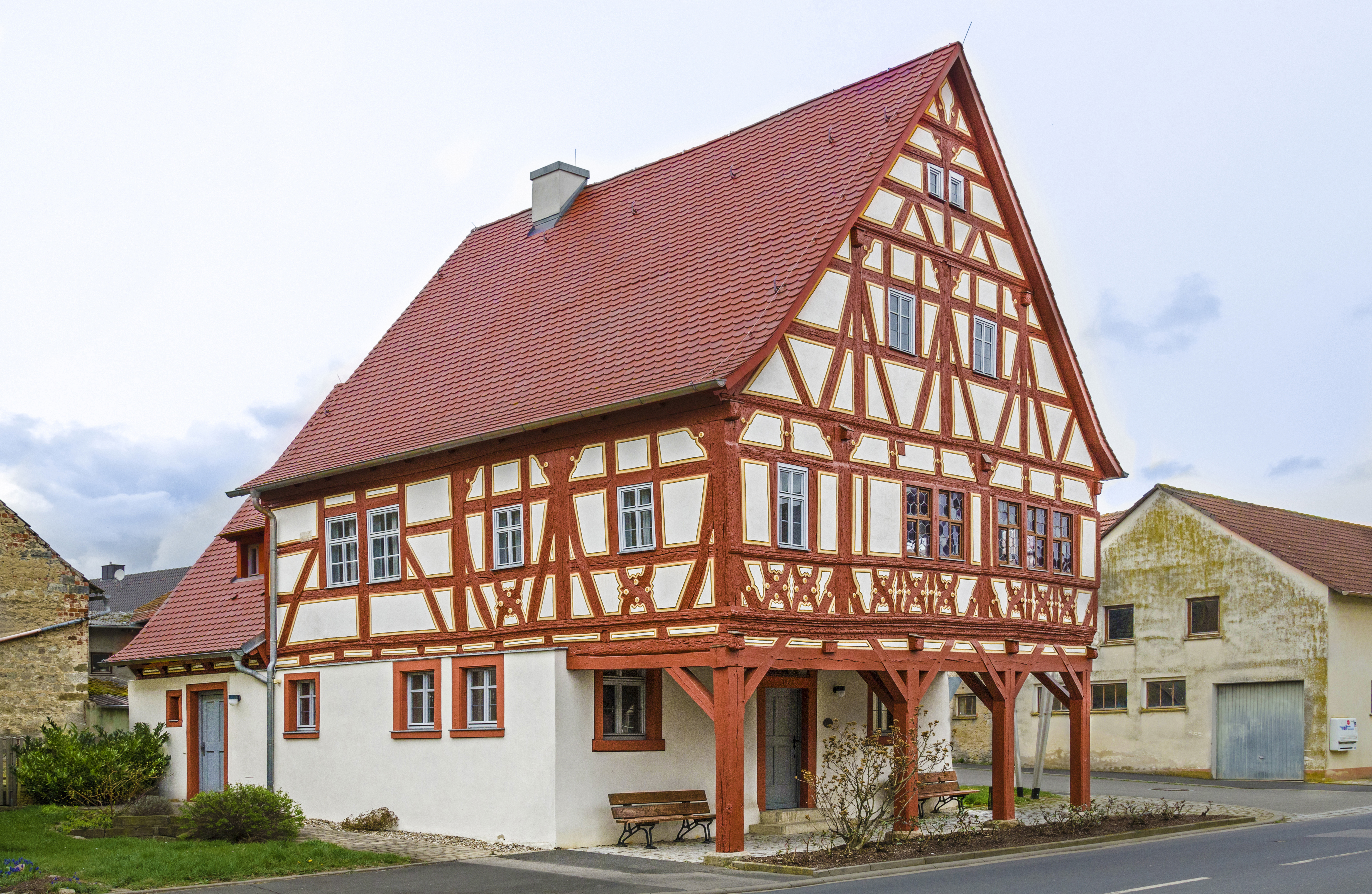
Rathaus

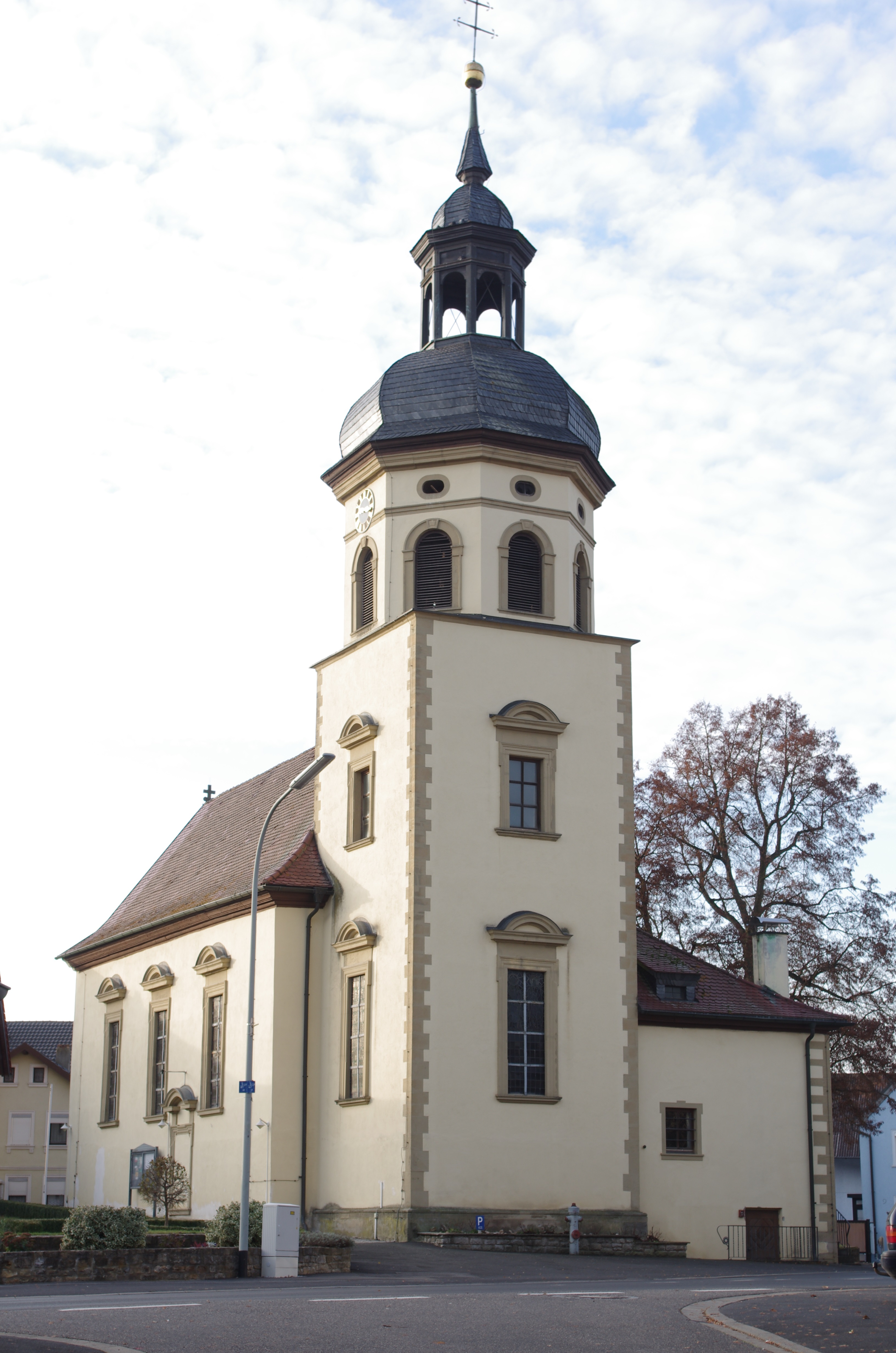
Kirche Mariä Geburt

Dürrfeld ist ein Gemeindeteil der Gemeinde Grettstadt im unterfränkischen Landkreis Schweinfurt in Bayern.

## Geographische Lage
Das Kirchdorf liegt östlich von Grettstadt. Die durch Dürrfeld führende Kreisstraße SW 28 führt westwärts nach Grettstadt und ostwärts nach Pusselsheim, wo sie in die Staatsstraße St 2277 mündet. Von Dürrfeld aus führt die Kreisstraße SW 54 nach Obereuerheim.

## Geschichte
Die erste bekannte Erwähnung von Dürrfeld erfolgte im 13. Jahrhundert als „Durnevelt“ im Zusammenhang mit einem Tausch zwischen dem Würzburger Bischof und Wolfram von Zabelstein. 
Eine noch frühere Erwähnung des Ortes kann in der „Geschichte der Fränkischen Cistercienser-Abtei Ebrach“ gefunden werden. Dort wird ein Gut (Hube) zu Dürrfeld als Streitschlichtung vom Abt des Klosters abgegeben, was in einer Urkunde von 1187 bestätigt ist.
Dürrfeld unterstand zunächst dem Amt Gerolzhofen und ab 1794 dem Herrschaftsgericht der Thurn und Taxis. Das katholische Dürrfeld gehörte zunächst zur Pfarrei Gochsheim. Nach der Reformation wurde der Ort zunächst von Grettstadt, dann von Pusselsheim und heute von Traustadt aus seelsorgerisch betreut. Im Jahr 1693 entstand die barocke Kirche Mariä Geburt. 1594 wurde das örtliche Rathaus als Fachwerkbau erbaut. In den Jahren 2005/06 wurde es generalsaniert. Am 1. Juli 1971 wurde Dürrfeld im Rahmen der Gemeindegebietsreform zum Ortsteil von Grettstadt.